# Arrivano i nostri (sarà quel che sarà)
Arrivano i nostri (sarà quel che sarà) è un singolo promozionale del gruppo musicale italiano Ridillo, pubblicato nel gennaio 1997 ed estratto dal primo album in studio Ridillo.

## Descrizione
Il singolo è stato distribuito sia in formato CD che in quello 7" e contiene due nuove versioni del brano affiancano l'originale, una cantata e una strumentale con il sax.

## Tracce
CD promozionale
1. Arrivano i nostri (sarà quel che sarà) (de luxe rmx) - 4:25
2. Arrivano i nostri (sarà quel che sarà) - 4:27
3. Arrivano i nostri (sarà quel che sarà) (papetti version) - 4:27

7" promozionale
1. Arrivano i nostri (sarà quel che sarà) (de luxe rmx) - 4:25
2. Arrivano i nostri (sarà quel che sarà) - 4:27